# ۴۰٫۰۰۰ سال رویا
۴۰٫۰۰۰ سال رؤیا (به انگلیسی: 40000 Years of Dreaming) یک فیلم مستند یک ساعته محصول سال ۱۹۹۷ که توسط جرج میلر ارائه شده و توسط مؤسسه فیلم بریتانیا تولید شده‌است.
این فیلم عمدتاً کلاژی از قطعات مختلف فیلم استرالیایی، گذشته و حال است، از جمله مجموعه فیلم مکس دیوانه خود میلر. میلر اساساً بر سینمای استرالیا به‌عنوان ظرفی از رویاهای عمومی تمرکز می‌کند و پیوندی بین سینمای معاصر استرالیا و افسانه‌های روزگار رؤیا از انواع گروه‌های بومی استرالیایی ایجاد می‌کند. میلر همچنین سینمای استرالیا را در چارچوب مفهوم یکنواختی جوزف کمبل قرار می‌دهد.
از زمان اکرانش در سال ۱۹۹۷، همراه با چند فیلم دیگر از مجموعه قرن سینما، به غیر از ویژگی‌های مارتین اسکورسیزی، مدت‌هاست که منتشر نشده‌است، منهای نمایش‌های گاه و بیگاه تلویزیونی.